# 1 Korpus Pancerny (ZSRR)

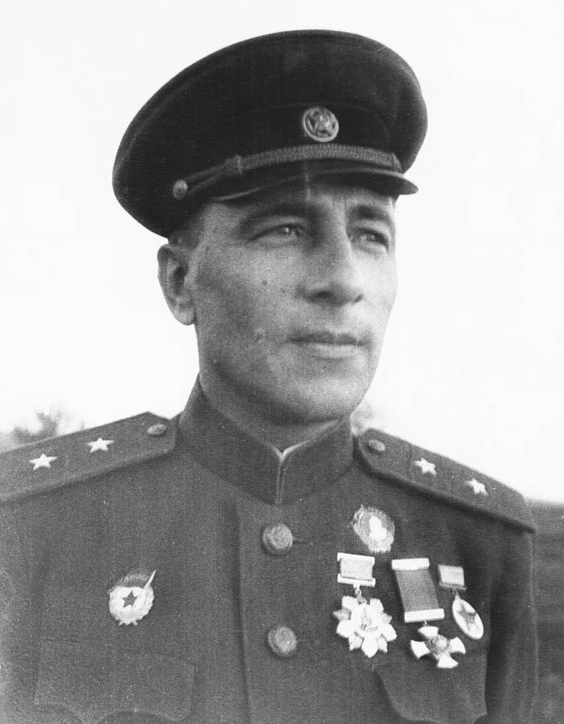
Michaił Katukow, pierwszy dowódca 1 KPanc.

1 Insterburgski Korpus Pancerny odznaczony Orderem Czerwonego Sztandaru (ros. 1-й танковый Инстербургский Краснознамённый корпус) – jednostka pancerna Armii Czerwonej z okresu II wojny światowej.
1 Korpus Pancerny (1 KPanc) utworzony został w 1942 roku i brał udział w głównych w działaniach bojowych prowadzonych przez Armię Czerwoną przeciw armii niemieckiej. Jego szlak bojowy prowadził m.in. przez: Briańsk, Szarkowszczyznę, a zakończył się w rejonie Królewca. W czasie operacji Bagration (prowadzonej od 22 czerwca 1944) 1 Korpusem Pancernym dowodził gen. Wasilij Butkow i wchodził w skład 43 Armii.

## Dowództwo korpusu
Dowódcy:
- gen. mjr Michaił Katukow (31.03.1942 – 10.09.1942)
- gen. mjr Wasilij Butkow[3] (10.09.1942 – 09.05.1945)

Szefowie sztabu:
- płk Andriej Krawczenko (31.03.1942 – 30.07.1942)
- płk Iwan Charczewnikow (30.07.1942 – 14.01.1943)
- płk Leonid Rabinowicz (14.01.1943 – 22.05.1943)
- płk Dawid Bubergan (22.05.1943 – 24.05.1944)
- płk Grigorij Skripka (24.05.1944 – 05.09.1944)
- płk Nikolaj Kocogorski (05.09.1944 – 15.06.1945)[1]

## Struktura organizacyjna
- 1 Gwardyjska Brygada Pancerna
- 49 Brygada Pancerna
- 89 Brygada Pancerna
- 1 Brygada Piechoty Zmotoryzowanej[4]

Skład 23 czerwca 1944:
- 89 Brygada Pancerna
- 117 Brygada Pancerna
- 159 Brygada Pancerna